# John Lyly
John Lyly (Kent, ca. 1554 - Londen, november 1606) was een Engels schrijver die vooral bekendheid heeft verworven met een aantal prozawerken: Euphues, The Anatomy of Wit en Euphues and His England. Hij schreef ook toneelwerken in proza, wat ongebruikelijk was in zijn tijd.
Lyly groeide op in Canterbury, waar hij waarschijnlijk tegelijkertijd met Christopher Marlowe de King's School bezocht. Vervolgens behaalde hij aan de Universiteit van Oxford in 1573 zijn bachelors- en in 1575 de mastersgraad. Na vergeefse verzoeken om steun aan lord Burghley vertrok hij naar Londen.
Euphues, The Anatomy of Wit verscheen in 1578 en het vervolg erop in 1580. Beide werken werden een groot succes en de bijzondere stijl die hij gebruikte werd bekend als Euphuism, een term die hij overigens niet zelf had bedacht en hij was ook niet de eerste die er gebruik van maakte, maar hij wist de stijl tot een complete vernieuwing te brengen. Euphuisme kenmerkte zich door een verheven en bloemrijk taalgebruik met veel herhalingen, gebruik van alliteratie en verwijzingen naar de klassieken. De stijl vond veel navolging bij andere schrijvers, onder wie William Shakespeare en vond zelfs ingang in de gesproken taal. Het gebruik ervan beperkte zich voornamelijk tot de jaren 1580.
In 1583 trouwde Lyly de rijke erfgename Beatrice Browne en kreeg hij het beheer van het Blackfriars Theatre. Voor de kindergezelschappen, met name de Children of Paul's, schreef hij een aantal prozastukken, waaronder Campaspe (1584), Sapho and Phao, Endymion: The Man in the Moon (1586/7), Love's Metamorphosis (1589), Midas (1589) en Mother Bombie (1589).
Zijn enige stuk in verzen was de komedie The Woman in the Moone (1597) en werd geschreven voor volwassen acteurs.
Lyly nam ook deel aan het openbare leven en had tussen 1598 en 1601 Lyly driemaal zitting in het parlement voor verschillende kiesdistricten.
Hij richtte twee verzoeken tot de koningin, Elizabeth I, in een poging om 'Master of the Revels' te worden, een belangrijke positie aan het hof als ceremoniemeester, verantwoordelijk voor de feestelijkheden met name op het gebied van toneel en censuur, maar hij kreeg de functie tot zijn verdriet niet.
Lyly was in de jaren 1580 een gevierd schrijver, maar na 1590 verloor zijn werk aan invloed en reputatie. Hij overleed in armoede en werd begraven in Londen op 20 november 1606.